# 동인기연
주식회사 동인기연은 가방 및 기타 보호용 케이스 제조업을 하는 대한민국의 기업이다.
그레고리, 아크테릭스 등 아웃도어 브랜드를 파트너사로 두고 있다.